# ريناته فيلاند
رينات فيلاند (بالألمانية: Renate Wieland)‏ هي فيلسوفة ألمانية، ولدت في 24 يوليو 1935، وتوفيت في 5 مايو 2017.